# Königsallee (Roman)
Königsallee ist ein Roman von Hans Pleschinski, der im Jahr 2013 bei C. H. Beck erschien. Thema ist ein fiktives Wiedersehen zwischen dem 79-jährigen Thomas Mann und dessen einstiger Liebe Klaus Heuser im Jahr 1954 in Düsseldorf.

## Inhalt
Der Roman vermischt Realität mit Fiktion: Thomas Mann besuchte im Sommer 1954 tatsächlich Düsseldorf und traf dort auch die Eltern Klaus Heusers wieder, den er 1927 auf Sylt kennengelernt und später zu sich nach Hause eingeladen hatte, nicht aber diesen selbst. Klaus Heuser, der lange in Südostasien gelebt hatte, hatte zu diesem Zeitpunkt zwar vor, Deutschland zu besuchen, war aber noch nicht im Lande.

Der Breidenbacher Hof in den 1950er Jahren

Im Hotel Breidenbacher Hof bereiten sich Inhaber und Personal darauf vor, den Literaturnobelpreisträger und seine Gattin Katia, eventuell auch eine oder mehrere Mann-Töchter, angemessen zu empfangen und unterzubringen. Problematisch ist insbesondere die Tatsache, dass sich der bereits aus der Haft entlassene Albert Kesselring im Haus einquartiert hat und unter allen Umständen entfernt werden muss, da man den Eklat fürchtet, falls Thomas Mann diesem Generalfeldmarschall der Nazizeit begegnen sollte. Man beschließt, Kesselring den Umzug in ein Privatquartier bei Wirtschaftsführern der Nachkriegszeit nahezulegen und ihn im Hotel so schlecht zu behandeln, dass er dieses freiwillig verlässt. Ein weiteres Problem ist dem Hotelier weniger bewusst: Kurz vor der Ankunft des Schriftstellers haben sich auch Klaus Heuser und dessen Lebensgefährte Anwar Batak im Breidenbacher Hof einquartiert, weil der Aufenthalt bei Heusers Eltern Werner und Mira unerträglich geworden ist. Das homosexuelle Paar, das die Betten in seinen beiden miteinander verbundenen Einzelzimmern unter dem Dach zusammenstellt, erregt zwar ein gewisses Aufsehen, doch erst Erika Mann, die zusammen mit ihren Eltern anreist und den Namen Heusers im Gästebuch wahrnimmt, sieht in dem Aufenthalt Heusers in nächster Nähe ihres Vaters ein Problem. Sie befürchtet einen Ausbruch von Emotionen, dem Thomas Mann nicht mehr gewachsen sein könnte, und sucht deshalb Heuser und seinen Begleiter in ihrem Appartement auf. Hektisch und unter Konsum etlicher Gläser Jägermeister und anderer Getränke versucht sie Klaus Heuser zu überreden, das Haus sofort zu verlassen und anderswo Quartier zu nehmen. Dieser denkt zwar gar nicht daran, den Breidenbacher Hof zu verlassen, doch kommt es vorläufig zu keiner Begegnung zwischen ihm und seinem einstigen Verehrer. Kaum haben Heuser und Anwar, der gebrochen Deutsch spricht, aber offenbar einen Sinn fürs Atmosphärische hat, sich von diesem Besuch einigermaßen erholt, werden sie von Ernst Bertram aufgesucht, der sich in jämmerlicher Aufmachung darum bemüht, Klaus Heuser als Fürsprecher bei Thomas Mann zu gewinnen, mit dem er einst in so enger Verbindung stand, dass er sogar Pate der jüngsten Tochter Elisabeth wurde. Doch diese Verbindung ist abgerissen, nachdem sich Bertram für den Nationalsozialismus gewinnen ließ, während Thomas Mann emigrierte. Als dritter Bittsteller taucht schließlich, als Klaus Heuser und Anwar zum Abendessen gegangen sind, noch Golo Mann auf. Dieser Sohn fühlt sich ungeliebt, zurückgesetzt und anerkennungsbedürftig und verlangt von Klaus Heuser, dass er bei einer Begegnung mit Thomas Mann diesem sein neuestes Buch – schon präpariert mit Unterstreichungen und Anmerkungen – in die Hände spielt. Der Vater soll endlich die Talente des Sohnes und dessen Entwicklung zum historischen Schriftsteller würdigen. 
Währenddessen absolviert Thomas Mann ein für ihn zusammengestelltes Kulturprogramm und ein Interview mit einer etwas diabolischen, kleinwüchsigen Journalistin aus Lübeck namens Gudrun Kückebein, reagiert leicht gequält auf wohlgemeinte, aber teilweise eher unzumutbare Ansprachen, frühstückt mit seiner lebenspraktischen Gattin und der von leichter Hysterie getriebenen Tochter und erlebt ein Erwachen im Hotelbett, das den Morgenbefindlichkeiten des alternden Goethe nachempfunden ist, wie Mann sie in Lotte in Weimar gestaltet hat. 
Erika Mann versucht nach wie vor, eine Begegnung ihres Vaters mit Klaus Heuser zu verhindern. Ihre Mutter allerdings, die auch Kenntnis von der Anwesenheit Heusers gewonnen hat, schreibt diesem schließlich eine höfliche Einladung zu einem Empfang, der nach Thomas Manns Lesung im Düsseldorfer Malkasten stattfinden soll. Dort begegnen die beiden Herren einander nun doch noch wieder; es kommt zu einem Blick- und Wortwechsel, der beiderseits beinahe mit Tränen endet, einem Gang ins Freie und schließlich noch zu einer nächtlichen Taxifahrt zum Park von Schloss Benrath, wo sie miteinander den Sonnenaufgang erwarten.

## Der reale Klaus Heuser

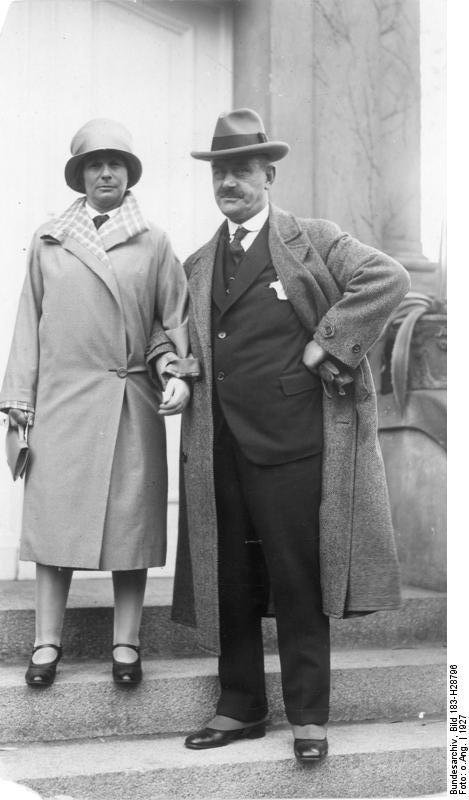
Thomas und Katia Mann 1927

Klaus Heuser war ein Sohn des Malers Werner Heuser und seiner Ehefrau Mira und wurde 1909 in Rom geboren. 1927 verliebte sich Thomas Mann auf Sylt in den attraktiven jungen Mann, den er später in diesem Jahr auch zu einem 14-tägigen Aufenthalt nach München einlud. Heuser wurde Kaufmann, besuchte Thomas Mann noch einmal am 12. August 1933 in seinem südfranzösischen Exil, traf ihn 1935 in Zürich und wanderte 1936 auf der Heidelberg (Schiff, 1925) nach Niederländisch-Indien aus. Angeblich lernte er auf Sumatra seinen Boy namens Anwar kennen. Heuser lebte und arbeitete von 1936 bis 1939 in Padang und Bandoeng, von 1940 bis 1950 in Shanghai, arbeitete für die East Asiatic Company und von 1955 bis 1958 für die Rieckermann (Hongkong) Ltd. & Co. Er ging bis 1975 nach Saigon, danach wieder nach Hongkong. In der Zeit nach dem Zweiten Weltkrieg hielt er sich wiederholt für Besuche in Europa auf. Seinen letzten Lebensabschnitt verbrachte er in Düsseldorf, Deutschland. Er starb am 17. Juli 1994 in Meerbusch. Seine Nichte Sabine Benser-Reimann, die Tochter des Fotografen Walther Benser und der Malerin Ursula Benser, die den Nachlass ihres Onkels übernahm, überließ Pleschinski die Materialien, die er für seinen Roman verwenden konnte. 
Klaus Heuser wechselte sporadisch Briefe mit Thomas Mann und wird mehrfach in dessen Tagebüchern erwähnt, beeinflusste stark das Bild des Joseph in den Josephsromanen und wahrscheinlich auch das des Felix Krull sowie anderer erotisch besetzter Figuren, war aber wahrscheinlich seinerseits lange nicht so interessiert an seinem älteren Verehrer wie dieser an ihm.

## Kritiken
Zahlreiche Kritiker beurteilten Pleschinskis Roman, in dem sehr ausgiebig aus Werken Thomas Manns zitiert wird, als einen amüsanten und wortgewaltigen Spaß in der Tradition der Lotte in Weimar. Obwohl das Buch wohl überwiegend positiv aufgenommen wurde, gibt es auch Stimmen und Bemerkungen, die auf gewisse Schwächen hinweisen.
In der FAZ war etwa als Resümee zu lesen: „Hans Pleschinski hat ein angenehm heiteres Sommerbuch für die Unermüdlichen unter den Verehrern von Deutschlands „spannendster Familie“ geschrieben. Denjenigen, die es (noch) nicht sind, darf man indes empfehlen, lieber Thomas Manns „Lotte in Weimar“ zu lesen oder den „Felix Krull“, der ebenfalls manches Stichwort für diesen Roman geliefert hat.“ Hans Osterkamp, der diese Rezension geschrieben hat, bezeichnet den Roman als possierlich, empfindet aber die ständigen Verweise auf Lotte in Weimar stellenweise als penetrant und meint, die Personenkonstellation beziehe „ihren erzählerischen Reiz aus dem, was nicht fiktiv ist“. Er gesteht zwar den Gesprächsszenen, die den größten Teil der Erzählung ausmachen, viel Qualität zu, stellt dann aber fest: „Der Leser [...] muss durch diesen Hirsebrei hindurch, um in das Paradies von Benrath zu gelangen - und warum? Weil Hans Pleschinski [...] jenen Satz Thomas Manns nicht beachtet hat, der sich ausgerechnet unter den Anfangssätzen von dessen Aufsatz über Kleists „Amphitryon“ findet, von denen der Dichter doch im Tagebuch sagt, sie seien das, was von seiner Liebe zu Heuser „unsterblich“ sei: „Das Schwerste tut not: Beschränkung.““ 
Alexander Cammann stellte das Buch in der Zeit als „Wimmelbild der deutschen Nachkriegsgesellschaft“ und „einen gehobenen Komödienstadl“ vor und kommt zu einem sehr positiven Gesamturteil: „Der Reiz dieses Romans liegt in Pleschinskis kunstvoller Figurenrede mit ständigem Tonlagenwechsel. Das permanente Gedenke, Geplapper und Gewäsch wirkt wie eine (Mann-)Karikatur und zugleich höchst real. Perfekt orchestriert der Autor unterschiedliche Stimmen [...] Er beweist einmal mehr, dass in der gelungenen ironischen Brechung – in einer klugen Passage echauffiert sich der Romancier gegen diese zum Klischee gewordene Wendung – Zuneigung steckt. So betreibt Pleschinski eine Verteidigung Thomas Manns sowohl gegen seine Vergötzer als auch gegen seine Verächter.“
Jürgen Seul konzentrierte sich in seiner Besprechung besonders auf die weiblichen Hauptpersonen, einerseits auf Gudrun Kückebein, die Fragen stellt, die das Ehepaar Mann nach Luft schnappen lassen – etwa über die „Verdienste“ Hitlers um die Entwicklung Thomas Manns, andererseits auf seine weiblichen Beschützerinnen aus der eigenen Familie. Besonders die Zeichnung Erikas sei recht authentisch, stellt Seul fest. Die Begegnung mit Heuser, die Erika Mann im Roman so sehr fürchtet, bezeichnet Seul als versöhnlich und melancholisch, den Besuch im Benrather Schlosspark sieht er als „Symbol für die ewige Liebe, das Blühen und Vergehen“, womit er eventuell auch auf die Hauptmotive in Manns später Erzählung Die Betrogene anspielt.

## Theaterstück
Der Regisseur Wolfgang Engel brachte den Stoff des Romans im August und September 2015 als Theaterstück auf die Bühne des Düsseldorfer Schauspielhauses. Nach Auskunft des Dramaturgen Oliver Held wurde dabei die von Ilja Richter geschriebene Bühnenfassung des Romans zu etwa „30 Prozent“ verändert. Das schwarz-graue Bühnenbild aus Quadern, die an das Berliner Holocaust-Mahnmal erinnern, konzipierte Olaf Altmann.